# Fernand-Louis Gottlob

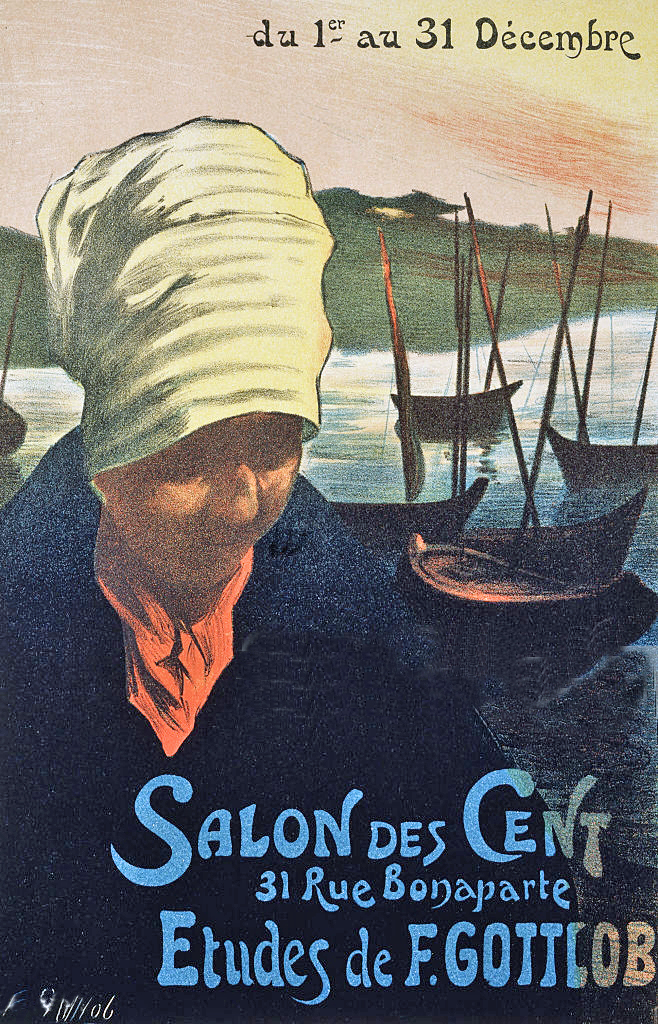
Fernand-Louis Gottlob, Salon de Cent poster 1899

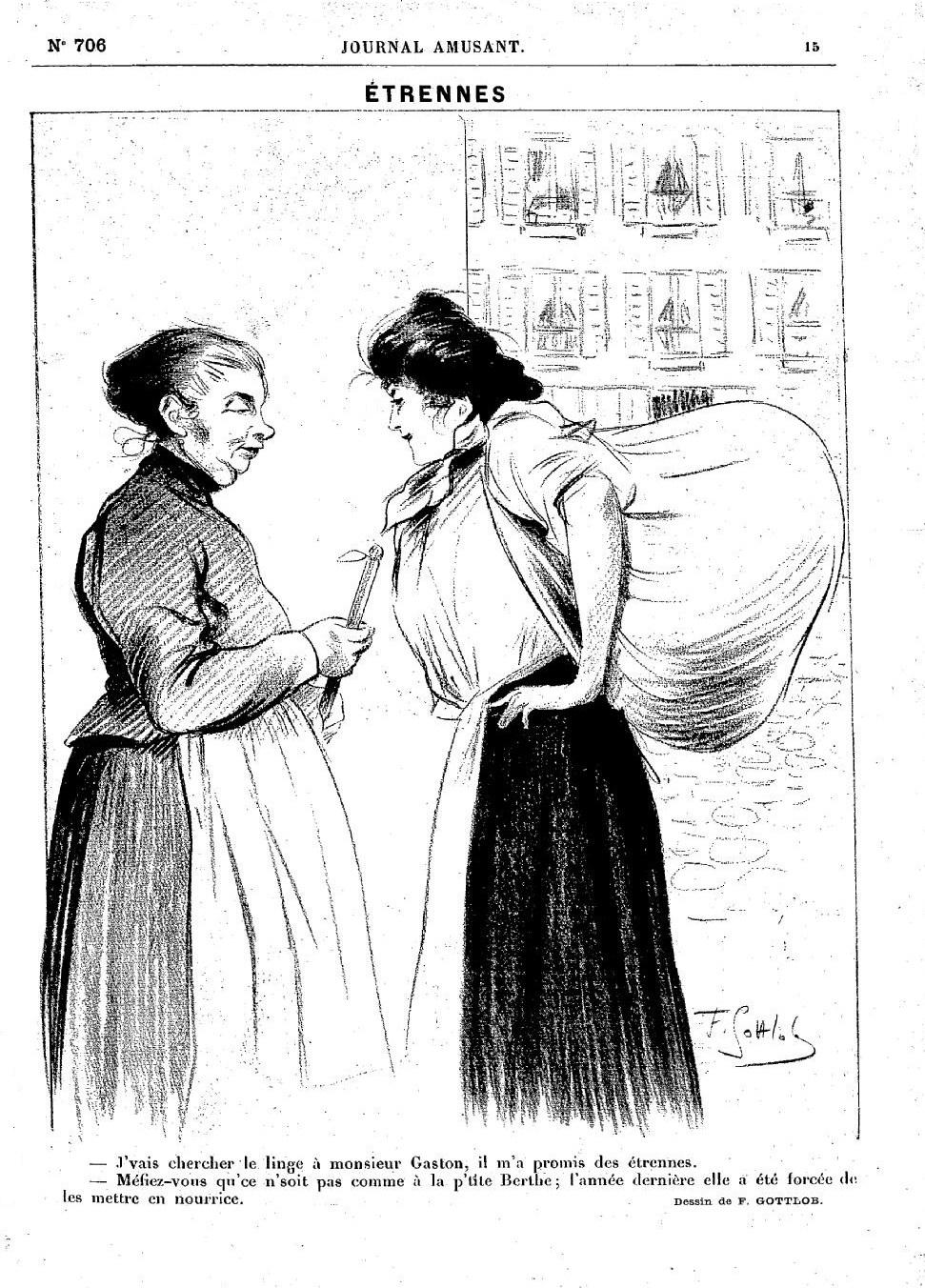
Blanchisseuse di F. Gottlob - Le Journal amusant

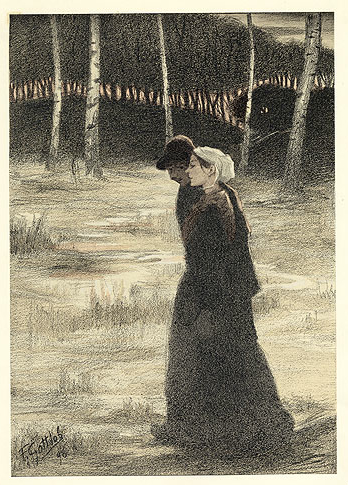
Fernand Gottlob, La promise pubblicato da L'Estampe moderne

Fernand-Louis Gottlob (Parigi, 1873 – Parigi, 1935) è stato un pittore, illustratore e incisore francese.
.

## Biografia
Fernand-Louis Gottlob studia pittura sotto la guida, fra gli altri, di Gaston Jobbé-Duval.
Comincia ad esporre al Salon nel 1891 e firma i suoi lavori come «F. Gottlob».
Le sue prime incisioni sono pubblicate in L'Estampe moderne, mentre le sue caricature e disegni umoristici trovano posto nelle riviste Le Frou-frou, L'Assiette au beurre, Le Rire, Le Sourire, le Journal amusant, Nos loisirs, Rabelais.
A partire dal 1899 Gottlob realizza alcuni manifesti pubblicitari artistici. Jules Chéret ne pubblica due sulla sua rivista Les Maîtres de l'affiche (1895-1900) scegliendo quella per la 2e Exposition des Peintres-Lithographes e quella per l'edizione del Salon des Cent di dicembre 1899 che gli è stata dedicata.
Nel 1904 diventa membro della società artistico-letteraria Le Cornet della quale resta socio fino alla morte.
Egli realizza alcune immagini di natura erotica, ma soprattutto illustra spartiti musicalidestinati alle commedie musicali come Triplepatte di Tristan Bernard.
Nel 1916 egli inaugura l'atelier parigino per la produzione di manifesti al nº6 di rue Saulnier risolutamente orientato verso lo sforzo bellico.

## Manifesti
- 1899: Exposition au Salon des Cent;
- 1900: 2e Exposition des Peintres-Lithographes (Stamperia Lemercier) su Gallica.
- 1905: Théâtre National de l'Opéra-Comique. Les Pêcheurs de St. Jean Scènes de la vie maritime de Henri Caïn. Musique de Charles-Marie Widor.
- 1916: La Matadora
- 1919: Souvenez-vous ! su  Gallica.

## Illustrazione d'opere
- Michel Corday, Intérieurs d'officiers, Simonis Empis, 1896;
- Louis Brunet, Fille de France, Parigi, C. Delagrave, 1899;
- Alphonse Gallais, Amours d'Apaches, roman de la basse pègre, Parigi, P. Fort, 1903;
- Georges Courteline, Boubouroche, Paris, Calmann-Lévy, 1907;
- Alfred Capus, L'Oiseau blessé, seguito di Les Passagères, coll. Modern-Théâtre », Parigi, Fayard, s.d.
- Comte Léon Tolstoi , Anna Karenina: pagine scelte, Parigi, J. Ferenczi;
- Maxime Gorki, L'amour mortel e altri testi, illustrazioni fuori testo di Gottlob e Poulbot, Parigi, J. Ferenczi .